# Sanyō Shinkansen

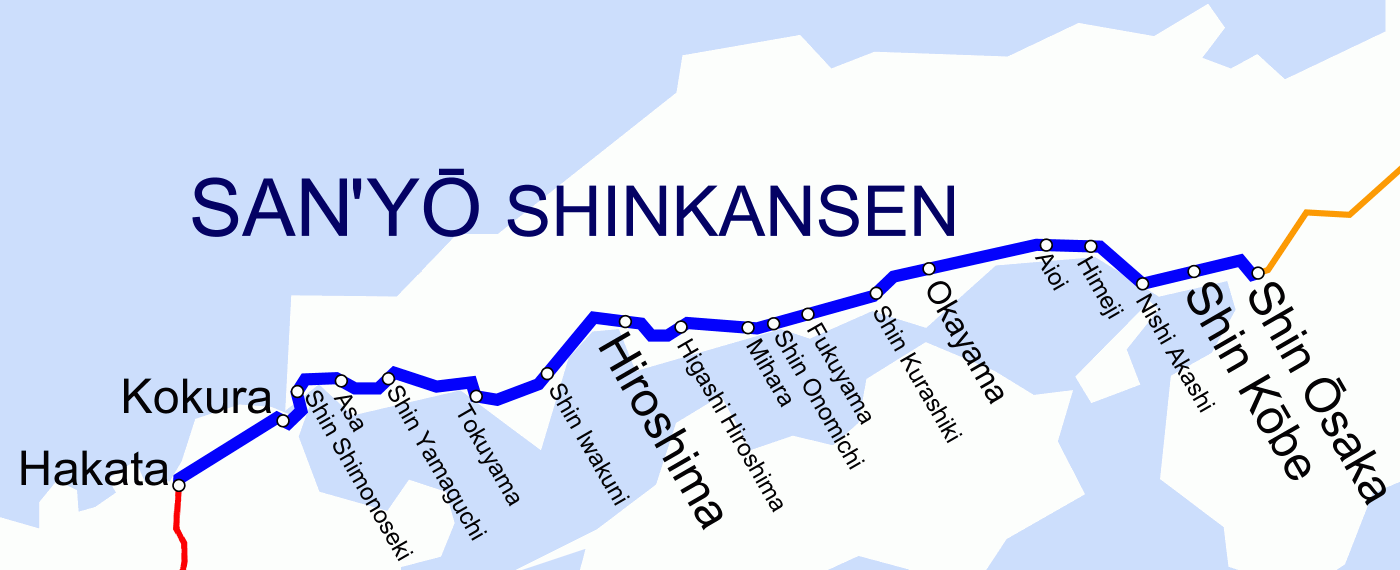
Karta över Sanyo Shinkansens sträckning

Sanyō Shinkansen (japanska: 山陽新幹線?, San'yō Shinkansen) är en linje för höghastighetståg i det japanska Shinkansennätet som byggdes av Japanese National Railways (JNR) som idag tillhör och trafikeras av JR Nishi Nihon, ett av företagen inom samarbetet Japan Railways. Den sträcker sig mellan Hakata station i Fukuoka och Shin-Osaka i Osaka och är 554 km lång. I Hakata ansluter den till Kyushu Shinkansen och i Shin-Osaka till Tokaido Shinkansen. Det finns genomgående tåg till bägge linjerna.

## Historia
Sanyō Shinkansen var den andra Shinkansenbanan och byggdes som en förlängning på Tokaido Shinkansen västerut från Shin-Osaka. Den öppnades först till Okayama i mars 1972. Hela linjen till Hakata i Fukuoka öppnades i mars 1975.
1987 privatiserades JNR och banan överfördes till det nybildade Shinkansen Holding Cooperation och leasades ut till det likaledes nybildade JR Nishi-nihon. 1991 fick JR Nishi-nihon köpa ut banan på avbetalning.

## Trafik
Tågen på banan delas upp i fem olika tågslag baserat på vilka stationer de stannar vid. Alla tåg gör uppehåll (eller startar eller slutar) i Hakata, Kokura, Hiroshima, Okayama, Shin-Kobe och Shin-Osaka. Vissa tåg börjar/slutar på mellanstationer längs linjen. 
- Nozomi stannar på de sex största stationerna och ibland på en eller två av stationerna Shin-Yamaguchi, Tokuyama, Fukuyama och Himeji. Tågen fortsätter i Shin-Osaka mot Tokyo på Tokaido Shinkansen.
- Mizuho stannar endast på de sex största stationer. Tågen fortsätter i Hakata på Kyushu Shinkansen till Kagoshima-chuo.
- Sakura stannar på fler stationer än Mizuho. Även Sakura fortsätter i Hakata på Kyushu Shinkansen till Kagoshima-chuo.
- Hikari stannar på fler stationer än Nozomi. Vissa av tågen fortsätter i Shin-Osaka mot Nagoya eller Tokyo på Tokaido Shinkansen.
- Kodama stannar på samtliga stationer längs Sanyō Shinkansen. [2]

Eftersom Shinkansenlinjerna vid upplösningen av JNR inte strikt följer den geografiska uppdelningen mellan JR-bolagen trafikeras även den del av Sanyo Shinkansen som går på Kyushu av JR Nishi-nihon. Därigenom har det uppstått en direkt konkurrenssituation mellan JR Nishi-nihon och JR Kyushu på sträckan Hakata-Kokura. Särskilda Kodama-avgångar, som marknadsförs aggressivt av JR Nishi-nihon, har satts in på denna korta sträcka.

## Teknik
Sanyō Shinkansen är byggd med en minsta kurvradie på 4000 m efter att man sett begränsningarna för hastighetshöjning på Tokaido Shinkansen som har minsta kurvradie 2500 m. Även maximala lutningen minskades till 15 promille. Sträckningen består till  281 km av tunnlar och till 51 km av broar. Spårvidden är 1435 mm (normalspår) och matningsspänningen är 25 kV växelspänning 60 Hz.